# Trattato di Chambord
Il trattato di Chambord fu un accordo firmato il 15 gennaio 1552 presso il castello di Chambord tra il re cattolico Enrico II di Francia e tre principi riformatori protestanti del Sacro Romano Impero guidati dall'elettore Maurizio di Sassonia. In base ai termini del trattato, Maurizio I cedette i vicariati sui Tre Vescovadi delle Diocesi di Toul, Verdun, e Metz alla Francia. In cambio furono promessi aiuti militari ed economici da Enrico II per lottare contro le forze dell'imperatore Carlo V d'Asburgo.

## Contesto storico
Dopo che l'imperatore Carlo V aveva sconfitto un certo numero di principi protestanti ribelli nella guerra di Smalcalda, nel 1548 pubblicò il geharnischt, l'Interim di Augusta (formulato acutamente) per reintegrare il movimento luterano nella Chiesa cattolica ufficiale ed evitare la divisione dell'Impero. Per difendere la loro autonomia, diversi Stati imperiali protestanti reagirono con l'alleanza di Torgau del 1551; primo fra tutti il Principe elettore sassone Maurizio I di Wettin, che durante la guerra di Smalcalda era stato un forte sostenitore dell'imperatore, ma anche Guglielmo IV d'Assia-Kassel, il bellicoso Hohenzollern, Margravio Alberto Alcibiade di Brandeburgo-Kulmbach e suo cugino il duca prussiano Alberto I.
A quel tempo, Maurizio I fu incaricato dall'imperatore di attaccare e sottomettere la città ribelle di Magdeburgo. Quando questi passò dall'altra parte, fu raggiunta una pace con i magdeburghesi. Nel frattempo, le truppe francesi di re Enrico II marciarono oltrepassando il Reno per occupare i tre vescovati. Dopo che i principi luterani alleati avevano firmato il  trattato di Chambord, le loro forze attraversarono il Tirolo nelle terre ereditarie degli Asburgo e costrinsero Carlo V a fuggire verso la città di Villaco nel Ducato di Carinzia.
Nell'agosto 1552 suo fratello più giovane arciduca Ferdinando I d'Austria conclude la pace di Passavia, nella quale egli accetta formalmente la luterana Confessione di Augusta, confermata dallo stesso imperatore nel 1555 con la pace di Augusta.
Dopo che è stato dichiarato l'armistizio con i principi protestanti, Carlo V durante la guerra italiana del 1551-1559 ha fatto diversi tentativi di riconquistare con la forza la supremazia sulle tre diocesi vescovili della Lorena, la cui disponibilità era suo privilegio imperiale. Tuttavia, le sue truppe furono sconfitti dai francesi sotto il comando del duca Francesco I di Guisa nel 1554 nella Battaglia di Renty. L'imperatore abdica due anni più tardi e il suo successore Ferdinando I non ha fatto ulteriori sforzi per riconquistare le diocesi. L'incorporazione nella Francia è stata ufficialmente riconosciuta dall'Impero nel 1648 con la pace di Vestfalia.